# Alice Maud Shipley

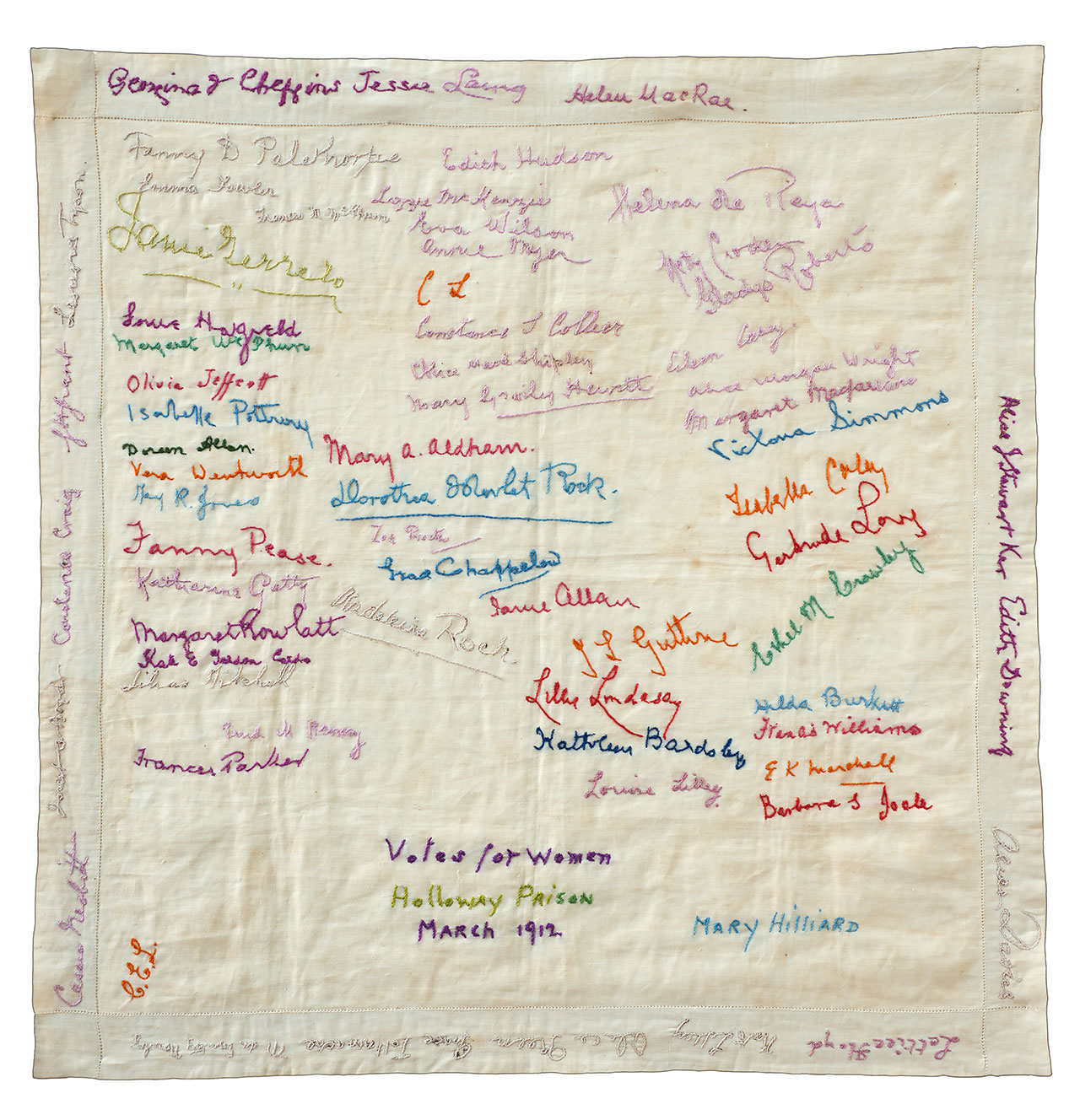
The Suffragette Handkerchief, März 1912, Shileys Name mittlere Spalte, siebter von oben

Alice Maud Shipley (* 5. Juni 1869 in Higham Ferrers, North Northamptonshire; † 16. Dezember 1951 in Edinburgh) war eine englisch-britische Suffragette.

## Leben
Shipley wurde als ältestes von drei Kindern der Schneiderin Martha Shipley (geborene Smith, 1845-–1876) und des Vorarbeiters in einer Schuhfabrik und Wesleyaner-Laienpredigers Alfred George Shepherd Shipley (1844–1914) geboren. 1891 war sie wie ihre Mutter Schneiderin, 1901 lebte sie in Dryfesdale in Dumfriesshire in Schottland als Dienstmädchen einer Frau Margaret Pairman.
Offenbar in Edinburgh trat Shipley dem dortigen Zweig der Women’s Social and Political Union (WSPU) bei. Am 21. November 1911 gehörte Shipley zu den 223 Demonstrantinnen, die bei einer WSPU-Demonstration vor dem Unterhaus verhaftet wurden, zu der sie mit anderen Frauen des Edinburgher Zweigs gereist war, darunter Edith Hudson, Jessie C. Methven, Agnes und Elizabeth Thomson. Die Demonstrationen folgten dem Scheitern der sogenannten Conciliation Bill, mit der das Wahlrecht auf wohlhabende, besitzende Frauen teilweise hätte ausgeweitet werden sollen. Sie erschien vor dem Bow Street Magistrates’ Court und wurde ohne Anklage freigelassen.
Im März 1912 nahm Shipley an einem militanten Protest teil, bei dem drei Tage lang in London Fenster eingeschlagen wurden. Die schottischen Teilnehmerinnen wurden der Kensington High Street zugewiesen. Shipley wurde verhaftet. Am 19. März 1912 erschien sie vor dem London Sessions, wo sie sich weigerte, sich fesseln zu lassen, und wurde zu einer viermonatigen Gefängnisstrafe im Holloway Prison verurteilt. Während des Prozesses sagte sie aus:

„More than half my life I have been doing what lies in me to help the poor & unfortunate. As a member of a Vigilance Society, & as a worker in connection with other societies, I know the condition of our women & girls, & the dangers that lie about them & that they have no power to protect themselves; & that knowledge has made me take up the attitude I have today. I feel our case is a most urgent one, & I feel that only a woman can understand a woman’s needs, that women suffer for the want & care of men, & that their salvation lies in looking after their own needs & in demanding the vote.“

„Mehr als die Hälfte meines Lebens habe ich getan, was mir möglich war, um den Armen und Unglücklichen zu helfen. Als Mitglied einer Vigilance Society und als Mitarbeiterin anderer Vereinigungen kenne ich die Lage unserer Frauen und Mädchen, die Gefahren, die ihnen drohen, und die Tatsache, dass sie keine Macht haben, sich selbst zu schützen; und dieses Wissen hat mich dazu gebracht, die Haltung einzunehmen, die ich heute habe. Ich bin der Meinung, dass unser Fall ein sehr dringender ist und dass nur eine Frau die Bedürfnisse einer Frau verstehen kann, dass Frauen unter dem Mangel und der Fürsorge der Männer leiden und dass ihre Rettung darin liegt, sich um ihre eigenen Bedürfnisse zu kümmern und das Wahlrecht zu fordern.“

In Holloway trat sie in den Hungerstreik und wurde zwangsernährt. Shipley war eine von 68 Frauen, die ihre Unterschrift oder Initialen auf das von den Gefangenen im Holloway Prision im März 1912 beschriftete sogenannte „Suffragetten-Taschentuch“ setzten. Nach ihrer Entlassung erhielt Shipley im Juni 1912 wahrscheinlich wie andere inhaftierte und zwangsernährte Suffragetten von der WSPU die sogenannte „Hungerstreikmedaille“ For Valour.
Shipley starb 1951 in Edinburgh und wurde im Familiengrab der Familie Pairman auf dem Kirchhof der St Mary's Church in Biggar, South Lanarkshire, beigesetzt. Die Inschrift auf der Gedenkstätte lautet: „Alice Maude Shipley treue Freundin der Familie Pairman seit fast 60 Jahren gest. in Edinburgh 16.12.1951“.